# Titan Media
Titan Media é um estúdio baseado em  São Francisco produtor de filmes pornográficos gays. A empresa fundada pelo diretor e cineasta Bruce Cam, em 1995.  A empresa cresceu e se tornou uma das maiores produtoras de conteúdo adulto gay no mundo. De acordo com Cam, a empresa foi criada para "erotizar o sexo seguro e retratar a sexualidade gay, com uma ampla gama de homens, definidos no panorama da natureza. "
Consequentemente todos os seus filmes são com preservativos, sendo que a empresa não realiza filmes de bareback. A Titan é atualmente controlada pela  Io Group, Inc. O estúdio já ganhou diversos prêmios do ramo.

## Historia
Titan Media foi fundada em 1995 por Bruce Cam. Ela cresceu e se tornou um dos maiores estúdios de cinema pornô gay.Em 2001, a empresa lançou uma linha de produtos de preço médio sob a marca ManPlay, e lançou uma linha de produtos com homens mais jovens, sob o rótulo Fresh TitanMen. A Titan adquiriu recentemente antigo estúdio pornô gay, MSR, e foi re-lançando os seus vídeos antigos em DVD.
Em novembro de 2003 o Grupo Io ajuizou uma  ação contra a Larry Flynt Publications alegando violação de direitos autorais.  Foi Alegado que ou que 220 fotos da  Titan Media  foram publicadas no site de propriedade da  LFP, o [Studclub.com].
Em dezembro de 2003, a empresa pediu ao Kazaa para bloquear a seus usuários de fazer  download de mais de  1.400 de filmes da empresa.  A Titan alegou que o dono do Kazaa Sharman Networks tem a capacidade de monitorar a atividade na rede do site  através de um  "spyware" instalado no computadores dos usuários, e que poderia usar essa capacidade para impedir que  seus usuários fizessem o download de seus filmes.  Em janeiro de 2004, a  Titan escreveu para o Comitê Judiciário do Senado Estadunidense, queixando-se que o Kazaa se recusou a cooperar.  O  Kazaa disse a um comitê do Senado em 2003 que iria melhorar seus filtros de conteúdo para ajudar os usuários a evitar material ofensivo. 
Eventos frequentados pela Titan Media inclui a Folsom Street Fair, Los Angeles Gay Pride, San Francisco Gay Pride, Dore Alley Fair, e a Folsom Street East.

## Video lines
- TitanMen, a linha orugunal com "...positive gay sexuality, with a wide range of men, set in the panorama of nature."[2]
- TitanMen Fresh, linha de produtos com modelos jovens.
- ManPlay, linha de produtos de preço médio lançada em  2001.
- MSR, produtos recentemente adquiridos e relançados em DVD.

## Diretores
- Bruce Cam
- Ray Dragon
- Joe Gage
- Harold Creg[9]
- Brian Mills